# Journée de la liberté (Biélorussie)
Pour les articles homonymes, voir Jour de la liberté (homonymie).

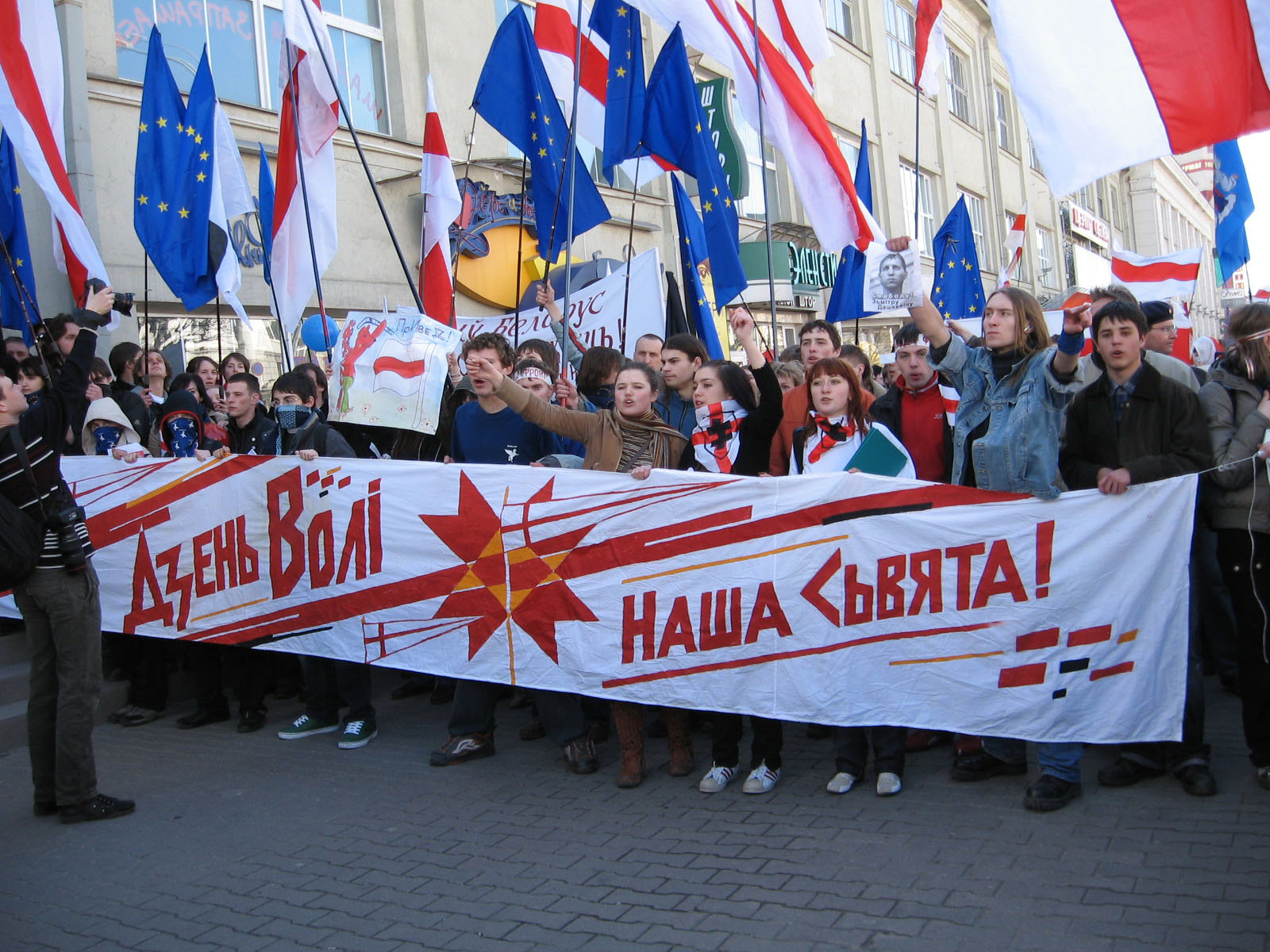
Journée de la liberté en 2007

La  Journée de la liberté (biélorusse : Дзень Волі) est un jour férié non officiel de Biélorussie célébré les 25 mars. Cette journée commémore la naissance le 25 mars 1918 de la République populaire biélorusse (RPB)

## Histoire

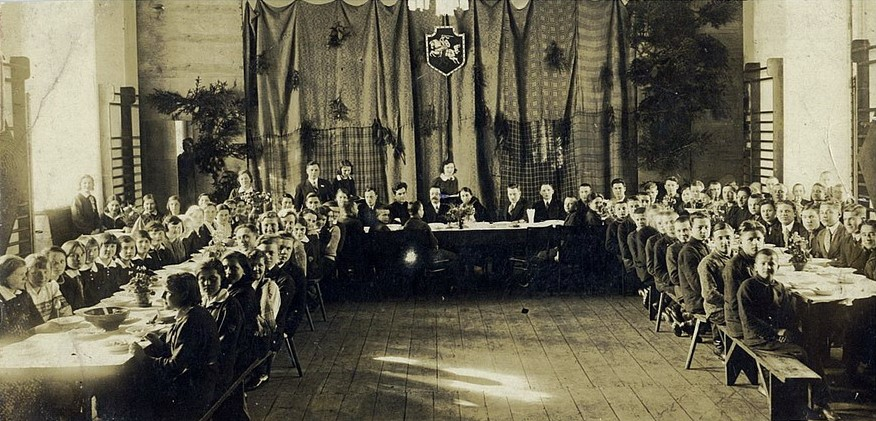
25 mars 1935 à Vilnius célébration de la Journée de la liberté

Une rada biélorusse créée à Minsk en 1917 est renversé par les bolcheviques dès la fin de l'année. Le 3 mars 1918 par le traité de Brest-Litovsk, Lénine livre la Biélorussie à l'Allemagne. Le 25 mars 1918, alors que le pays est sous occupation austro-allemande, un congrès « pan-biélorusse » se réunit à Minsk et proclame la naissance de la République populaire biélorusse. Celle-ci n'existe que brièvement, la Biélorussie est de nouveau envahie, et les bolcheviques proclament dès le 1er janvier 1919 une Biélorussie soviétique.
Aujourd'hui, le gouvernement en place ne reconnait pas cette fête, estimant que la République populaire de Biélorussie a été créée par les Allemands. Pour l'intelligentsia, et les forces d'opposition biélorusses au régime d'Alexandre Loukachenko, la Journée de la liberté est un symbole de fierté nationale et les célébrations occasionnés par cette fête se traduisent par des mises en détention en grand nombre. Le 25 mars 2006 500 activistes sont arrêtés. Ils protestaient contre l'élection du 19 mars et la réélection d'Alexandre Loukachenko. Le 25 mars 2008 des manifestants venus déposer des fleurs en empruntant les trottoirs ont été arrêtés.

## Protestations de 2017 en Biélorussie

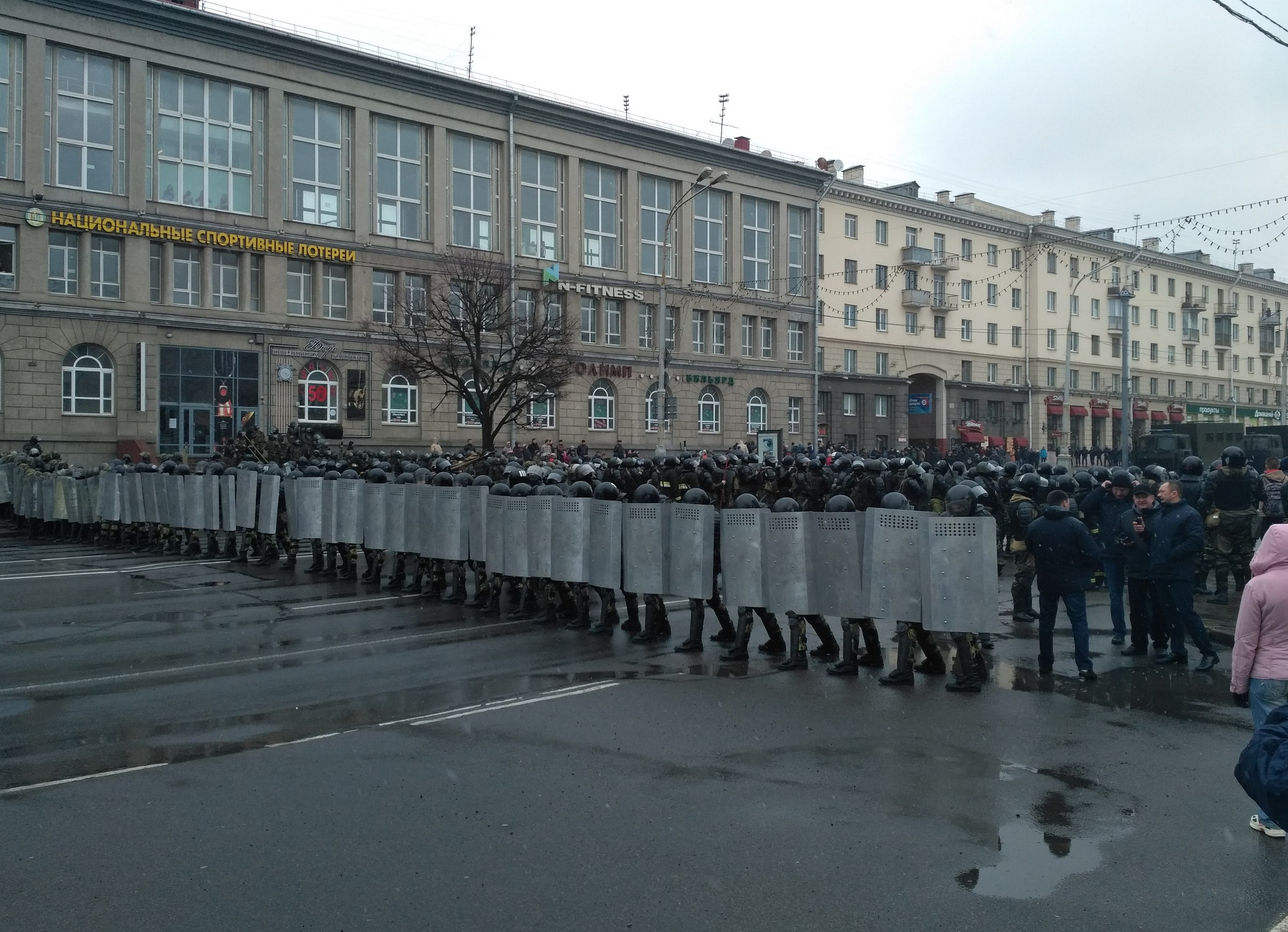
Journée de la liberté 2017: La police a bloqué l'avenue de l'Indépendance

- Le 25 mars 2017 le gouvernement du président Loukachenko n'a autorisé les manifestations que dans deux villes de province ; interdisant notamment le rassemblement prévu dans la capitale, Minsk. Il y a eu des centaines d'arrestations[3]. Dans les rues de Minsk, la Journée de la liberté s’est transformée en journée des arrestations. Retraités, manifestants, journalistes : des centaines de personnes, un millier selon l’association de défense des droits de l’homme Viasna, ont été interpellées par des commandos de policiers très mobiles[4].